# Женски свет
Женски свет: орган добротворних задруга Српкиња је часопис за жене који је излазио од 1886. до 1914. године, пуних 29 година у Новом Саду. Часопис је био просветног и забавног карактера.

## О часопису
Женски свет је излазио пуних 29 година, од 6. априла 1886. године (први број) до 1. јула 1914. године (последњи број). Аркадије Варађанин био је уредник, у оно време познат као прави пријатељ женског образовања. Часопис је издавала Добротворна задруга Српкиња Новосаткиња. Укупно је изашао 341 број. Добротворна задруга Српкиња Новосаткиња је на својој главној скупштини 19/31. јануара 1886. године одлучила да у договору са осталим добротворним задругама Српкиња покрену заједнички женски часопис. Идеја оснивања часописа је била у образовању, и то првенствено, српске женске деце. Часопис је давао корисне савете о материнству, личном и породичном здрављу, домаћинству. Доносио је и поуке, савете и белешке упућене женама.

### Добротворна задруга Српкиња Новосаткиња
Добротворна задруга Српкиња Новосаткиња била је прва женска задруга, а сматра се да је основана 1880. године и то из Одбора госпођа новосадских који је основан 1862. године.

### Периодичност
Излази сваког 1. дана у месецу.

### Промена поднаслова
- Орган добротворних задруга Српкиња - од броја 1 1886. године
- Лист добротворних задруга Српкиња - од броја 1 1887. године

- Лист добротворних задруга и Савеза Српкиња - од броја 9 1913. године

### Штампарије
- Парна штампарија Мише Димитријевића, Нови Сад од 1. броја (1886)
- Штампарија Арсе Пајевића, Нови Сад од броја 1 (1887)
- Штампарија др Павловића и Јоцића, Нови Сад од броја 1 (1890)
- Српска Манастирска штампарија, Сремски Карловци од броја 7/8 (1893)
- Штампарија Српске књижаре браће М. Поповића од броја 5 (1895)
- Штампарија Ђорђа Ивковића од броја 1 (1897)
- Штампарија деоничарског друштва “Браник” од броја 1 (1905)

## Уредници
- Аркадије Варађанин од броја 1 (1886)
- Аркадије Варађанин и Александар Јорговић од броја 1 (1897)
- Аркадије Варађанин од броја 1 (1898)

### Рубрике
Часопис је у току свога дугогодишњег излажења доносио неке сталне рубрике које се нису мењале током времена.

#### Рад добротворних задруга
У овој рубрици су се објављивали извештаји о раду женских задруга које су се основале свуда по Аустроугарској. У часопису сматрају да је удруживање први и најглавнији услов цивилизације, али и разликују сврху мушког и женског удруживања. Мушкарци се окупљају око политичких удружења са великим циљевима опстанка нације, вере и државе, а жене да би помогле мушкарцима.
| „ | Женско се није удруживало у борби и у раду за политички опстанак своје домовине, вјере и народности - није учествовало удруживањем у културној борби човјечанства за науку... Тек у најновије доба... опажа се живи покрет и међ женскињама, које у борби за опстанак помажу својој другој половини, наиме мушкарцима. | ” |

#### ЛистићиилиБелешке
Ова рубрика је била посвећена искључиво давању корисних савета женама. Током времена је променила назив из Листићи у Белешке.
- Листићи - од броја 1 1886. године
- Белешке - од броја 7 1888. године

##### Подрубрике
- Зарад здравља
- За матере
- Из баште
- Из просвете
- Разно
- Читуља
- Нове књиге и листови - У сваком броју доносио се преглед и препорука нових издања књига са неким основним подацима као и цена.

## Сарадници
- Јован Дучић
- Милан Јовановић Батут
- Ђорђе Натошевић
- Светозар Ћоровић
- Алекса Шантић
- Вељко Милићевић
- Милета Јакшић
- Делфа Иванић
- Косара Цветковић
- Зорка Јанковић
- Љубомир Лотић

## Галерија
- Насловна корица часописа Женски свет за 1887. и 1888. годину
- Позив на претплату, Женски свет, бр. 1, стр. 31, 1888.
- Насловна страница часописа Женски свет, број 2, 1888.
- Рубрика Листићи, Женски свет, број 8, стр. 250, 1887.
- Буквице о домаћицама, Женски свет, број 8, стр. 242, 1887.
- Мис Аделина Павлија Ирби (Аделина Паулина Ирби), српска добротворка, Женски свет, број 8, стр. 229, 1887.
- У самоћи, песма аутора Љубомира Лотића, Женски свет, број 3, стр. 68, 1888.
- Страница са рекламама, Женски свет, број 5, стр. 12, 1914.
- Насловна страница часописа Женски свет, број 4, 1914.
- Женски свет, број 3, стр. 72, 1914.